# Proechimys magdalenae
Proechimys magdalenae (щетинець Магдалени) — вид гризунів родини щетинцевих, який мешкає на захід від р. Маґдалена, Колумбія. Виявляється від рівня моря до 500 м. 

## Поведінка
Цей щур нічний, наземний, веде поодинокий спосіб життя. Харчується насінням, фруктами, в меншій мірі листям і комахами. Трапляється в незайманих лісах.

## Загрози та охорона
Загрози для цього виду, якщо такі є, невідомі.